# Мультимедійний фреймворк
Мультимедійний фреймворк — програмний фреймворк, який реалізує підтримку медіа на комп'ютері та в мережі. Хороший мультимедійний фреймворк надає зрозумілий і інтуїтивний прикладний програмний інтерфейс і модульну архітектуру, щоб дозволити легке додавання нових аудіо, відео і контейнерних форматів і протоколів передачі. Він призначений для використання такими застосуваннями як: медіа плеєри і аудіо або відеоредакторами, а також може використовуватись застосуваннями для відеоконференцій, медіа конвертерами і іншими мультимедійними засобами.
На відміну від бібліотеки функцій, мультимедійний фреймворк створює середовище виконання для обробки медіа.[джерело?] У найкращому варіанті, таке середовище надає контекст виконання для блоків медіа обробки, що відбувається окремо від основного застосування, завдяки використанню такого фреймворку. Це дозволяє здійснювати обробку мультимедіа незалежно. Таке розділення може виконуватись за допомогою потоків.